# Ленин в Париже
«Ленин в Париже» — советский художественный фильм о предреволюционной деятельности В. И. Ленина, поэтическая хроника в восьми главах.

Последняя работа в кинематографе режиссёра Сергея Юткевича. Снят в 1981 году.

## Сюжет
Фильм посвящён событиям 1911 года, проведённым русским революционером Лениным Владимиром Ильичём в Париже. Рассказывается об организации в пригороде первой партийной школы в Лонжюмо. В центре событий — один из слушателей Александр Трофимов, которого встречала и обучала Инесса Арманд.
В финале участники событий Великой Октябрьской социалистической революции 1917 года символически дискутируют с бунтующими парижскими студентами 1968 года.

## В ролях
- Юрий Каюров — Ленин
- Валентина Светлова — Крупская
- Клод Жад — Инесса Арманд
- Владимир Антоник — Александр Трофимов
- Павел Кадочников — Поль Лафарг
- Антонина Максимова — Лаура Лафарг
- Борис Иванов — Житомирский
- Альберт Филозов — вожак анархистов / русский посол в Париже
- Анатолий Адоскин — агитатор-меньшевик
- Елена Коренева — певица
- Сергей Пожарский — певец Монтегюс

Текст от автора читает Сергей Юткевич

## Съёмочная группа
- Сценаристы: Евгений Габрилович, Сергей Юткевич
- Постановка Сергея Юткевича
- Режиссёр-сопостановщик — Леонид Эйдлин
- Оператор-постановщик — Николай Немоляев
- Художник-постановщик — Людмила Кусакова
- Режиссёр: А. Хайт
- Композитор: Григорий Фрид

## Награды и премии
- 1983 — Государственная премия СССР — Евгений Габрилович, Людмила Кусакова, Николай Немоляев, Сергей Юткевич.

На роль Инессы Арманд была приглашена французская актриса Клод Жад. Юткевич видел её в цикле полуавтобиографических фильмов[какой?] режиссёра Франсуа Трюффо и в шекспировском фильме «Сон в летнюю ночь» режиссёра Аверти.[уточнить] Жад, не владея русским языком, выучила на нём всю роль.